# Megawati Sukarnoputri
Megawati (født 23. januar 1947 i Yogyakarta) var Indonesiens præsident fra 2001 til 2004.
Megawati er datter af Indonesiens første præsident, Sukarno.
Hun blev vicepræsident i 1999. Da præsident Abdurrahman Wahid måtte nedlægge embedet i 2001, blev hun præsident. Ved Indonesiens præsidentvalg 2004 tabte hun til Susilo Bambang Yudhoyono.

## Trivia
- "Sukarnoputri" er ikke et familienavn, men et patronym der betyder "Sukarnos datter"